# Binježevo
Binježevo (en cyrillique : Бињежево) est un village de Bosnie-Herzégovine. Il est situé dans la municipalité de Hadžići, dans le canton de Sarajevo et dans la fédération de Bosnie-et-Herzégovine. Selon les premiers résultats du recensement bosnien de 2013, il compte 1 588 habitants.

## Démographie

### Évolution historique de la population
| 1948 | 1953 | 1961 | 1971 | 1981  | 1991  | 2013  |
| ---- | ---- | ---- | ---- | ----- | ----- | ----- |
| -    | -    | 668  | 785  | 1 008 | 1 218 | 1 588 |

|  |

### Communauté locale
En 1991, la communauté locale de Binježevo comptait 2 291 habitants, qui se répartissaient de la manière suivante :